# Nikolas Antunes
Nikolas Antunes (ur. 28 czerwca 1983 w Recife) – brazylijski aktor telewizyjny i filmowy, model.

## Wybrana filmografia
- 2007: Faça Sua História jako Edson
- 2008: A Grande Família jako Rubens
- 2009: Caras & Bocas jako Maicon
- 2008: Dwie twarze (Duas Caras) jako Marcelo
- 2012: Aquele Beijo jako Kaike Santos
- 2013: Odeio o Dia dos Namorados jako Diego
- 2014: Doce de Mãe
- 2014: Tapas e Beijos jako Amigo de Fátima
- 2014: O Rebu jako Firmino
- 2015: Babilônia jako Marceneiro
- 2015: Malhação jako dr Germano
- 2016: Ligações Perigosas jako Galã da festa
- 2016: Liberdade, Liberdade jako Simão